# Samantha Fox-diszkográfia
Ez a cikk Samantha Fox brit énekesnő diszkográfiáját sorolja fel.

## Albumok

### Stúdióalbumok
| Év   | Album                  | Legjobb helyezés | Legjobb helyezés | Legjobb helyezés | Legjobb helyezés | Legjobb helyezés | Legjobb helyezés | Legjobb helyezés | Legjobb helyezés | Legjobb helyezés | Minősítés |
| Év   | Album                  | UK               | USA              | CAN              | GER              | SWI              | AUT              | FRA              | SWE              | AUS              | Minősítés |
| ---- | ---------------------- | ---------------- | ---------------- | ---------------- | ---------------- | ---------------- | ---------------- | ---------------- | ---------------- | ---------------- | --------- |
| 1986 | Touch Me               | 17               | 24               | 5                | 9                | 4                | 12               | —                | 5                | 20               |           |
| 1987 | Samantha Fox           | 22               | 51               | 40               | 16               | 3                | 12               | 21               | 14               | 86               |           |
| 1988 | I Wanna Have Some Fun  | 46               | 37               | 33               | 60               | 28               | 12               | —                | 50               | —                |           |
| 1991 | Just One Night         | —                | —                | 53               | —                | —                | —                | —                | —                | —                |           |
| 1998 | 21st Century Fox       | —                | —                | —                | —                | —                | —                | —                | —                | —                |           |
| 2005 | Angel with an Attitude | —                | —                | —                | —                | —                | —                | —                | —                | —                |           |

### Válogatásalbumok
| Év   | Album         | Legjobb helyezés | Legjobb helyezés | Legjobb helyezés | Legjobb helyezés | Legjobb helyezés | Legjobb helyezés | Legjobb helyezés | Legjobb helyezés | Legjobb helyezés | Minősítés |
| Év   | Album         | UK               | USA              | CAN              | GER              | SWI              | AUT              | FRA              | SWE              | AUS              | Minősítés |
| ---- | ------------- | ---------------- | ---------------- | ---------------- | ---------------- | ---------------- | ---------------- | ---------------- | ---------------- | ---------------- | --------- |
| 1992 | Greatest Hits | —                | —                | —                | —                | —                | —                | —                | —                | —                |           |
| 2009 | Greatest Hits | —                | —                | —                | —                | —                | —                | —                | —                | —                |           |

## Kislemezek
| Év   | Kislemez                                    | Legjobb helyezés | Legjobb helyezés | Legjobb helyezés | Legjobb helyezés | Legjobb helyezés | Legjobb helyezés | Legjobb helyezés | Legjobb helyezés | Legjobb helyezés | Legjobb helyezés | Album                  |
| Év   | Kislemez                                    | UK               | IRE              | USA              | CAN              | GER              | SWI              | AUT              | FRA              | SWE              | AUS              | Album                  |
| ---- | ------------------------------------------- | ---------------- | ---------------- | ---------------- | ---------------- | ---------------- | ---------------- | ---------------- | ---------------- | ---------------- | ---------------- | ---------------------- |
| 1986 | Touch Me (I Want Your Body)                 | 3                | 3                | 4                | 1                | 4                | 1                | 2                | 4                | 1                | 1                | Touch Me               |
| 1986 | Do Ya Do Ya (Wanna Please Me)               | 10               | —                | 87               | 27               | 5                | 4                | 11               | 20               | 1                | 18               | Touch Me               |
| 1986 | Hold On Tight                               | 26               | 13               | —                | —                | 31               | 24               | —                | —                | —                | 81               | Touch Me               |
| 1986 | I'm All You Need                            | 41               | —                | —                | —                | 67               | —                | —                | —                | —                | —                | Touch Me               |
| 1987 | Nothing's Gonna Stop Me Now                 | 8                | 5                | 80               | 27               | 6                | 2                | 11               | 6                | 7                | 22               | Samantha Fox           |
| 1987 | I Surrender (To the Spirit of the Night)    | 25               | 27               | —                | 35               | 21               | 10               | 22               | 18               | —                | —                | Samantha Fox           |
| 1987 | I Promise You (Get Ready)                   | 58               | —                | —                | —                | 40               | —                | —                | —                | —                | —                | Samantha Fox           |
| 1987 | True Devotion                               | 62               | —                | —                | 1                | 32               | —                | —                | —                | —                | —                | Samantha Fox           |
| 1988 | Naughty Girls (Need Love Too)               | 31               | 24               | 3                | 8                | 21               | —                | —                | —                | —                | 66               | Samantha Fox           |
| 1988 | Love House                                  | 32               | —                | —                | —                | 25               | 19               | —                | —                | —                | 89               | I Wanna Have Some Fun  |
| 1988 | I Wanna Have Some Fun                       | 63               | —                | 8                | 10               | —                | —                | —                | —                | —                | 80               | I Wanna Have Some Fun  |
| 1989 | I Only Wanna Be with You                    | 16               | 9                | 31               | 12               | 25               | 24               | 19               | 10               | —                | 19               | I Wanna Have Some Fun  |
| 1991 | (Hurt Me, Hurt Me) But the Pants Stay On    | —                | —                | —                | —                | —                | —                | —                | —                | —                | —                | Just One Night         |
| 1991 | Another Woman (Too Many People)             | —                | —                | —                | —                | —                | —                | —                | —                | —                | —                | Just One Night         |
| 1991 | Just One Night                              | —                | —                | —                | —                | —                | —                | —                | —                | —                | —                | Just One Night         |
| 1991 | Spirit of America                           | —                | —                | —                | —                | —                | —                | —                | —                | —                | —                | Just One Night         |
| 1995 | Go for the Heart                            | 47               | —                | —                | —                | —                | —                | —                | —                | —                | —                |                        |
| 1998 | Santa Maria (feat. DJ Milano)               | 32               | —                | —                | —                | —                | —                | —                | —                | 47               | —                |                        |
| 1998 | Let Me Be Free                              | —                | —                | —                | —                | —                | —                | —                | —                | —                | —                | 21st Century Fox       |
| 1998 | Deeper                                      | —                | —                | —                | —                | —                | —                | —                | —                | —                | —                | 21st Century Fox       |
| 1998 | The Reason Is You (One on One)              | —                | —                | —                | —                | —                | —                | —                | —                | —                | —                | 21st Century Fox       |
| 1998 | Perhaps                                     | —                | —                | —                | —                | —                | —                | —                | —                | —                | —                | 21st Century Fox       |
| 2004 | Touch Me (I Want Your Body) (feat. Günther) | —                | —                | —                | —                | —                | —                | —                | —                | 1                | —                |                        |
| 2005 | Angel with an Attitude                      | —                | —                | —                | —                | —                | —                | —                | —                | —                | —                | Angel with an Attitude |
| 2007 | Touch Me 2007                               | —                | —                | —                | —                | —                | —                | —                | —                | —                | —                | Angel with an Attitude |
| 2008 | Midnight Lover                              | —                | —                | —                | —                | —                | —                | —                | —                | —                | —                |                        |
| 2009 | Tomorrow (feat. Marc Mysterio)              | —                | —                | —                | —                | —                | —                | —                | —                | —                | —                | Greatest Hits          |
| 2010 | Call Me (feat. Sabrina)                     | —                | —                | —                | —                | —                | —                | —                | —                | —                | —                |                        |

## Fordítás
- Ez a szócikk részben vagy egészben  a   Samantha Fox discography című angol Wikipédia-szócikk fordításán alapul.  Az eredeti cikk szerkesztőit annak laptörténete sorolja fel. Ez a jelzés csupán a megfogalmazás eredetét és a szerzői jogokat jelzi, nem szolgál a cikkben szereplő információk forrásmegjelöléseként.